# Камайраго
Камайра̀го (на италиански: Camairago, на западноломбардски: Camiràgh, Камираг) е село в Северна Италия, община Кастелджерундо, провинция Лоди, регион Ломбардия. Разположено е на 53 m надморска височина.